# União dos Palmares
União dos Palmares é um município brasileiro localizado no estado de Alagoas. Pertencente à Região Imediata de União dos Palmares e à Região Intermediária de Maceió, localiza-se a norte da capital do estado, distando desta cerca de 73 quilômetros e faz limite com as cidades de Santana do Mundaú, São José da Laje, Ibateguara, Branquinha e Joaquim Gomes. Sua população segundo o Censo 2022 do IBGE é de 59.280 habitantes, figurando como o sexto mais populoso do estado de Alagoas e o primeiro de sua microrregião. Sua área é de aproximadamente 420 km², sendo que 26,251 km² estão em perímetro urbano. Cidade polo da região da zona da mata alagoana. Banhada pelo Rio Mundaú. É considerada uma das principais cidades de Alagoas e é conhecida como "Terra da Liberdade" por se localizar no seu território a Serra da Barriga, local onde se localizou o Mocambo do Macadao, sede do Quilombo dos Palmares (1590-1694), símbolo de resistência à escravidão e berço do herói nacional Zumbi dos Palmares. A cidade também é a terra natal do poeta Jorge de Lima, conhecido como o príncipe dos poetas alagoanos.

## Geografia

##### Mapa topográfico União dos Palmares, altitude, relevo.
- Altitude zona urbana (centro): 155 m
- Altitude média: 313 m
- Altitude mínima: 83 m
- Altitude máxima: 651 m

## Economia
A economia do município tem as suas bases no comércio e serviços, além da agricultura-pecuária, destacando-se, como um dos maiores produtores de cana-de-açúcar de Alagoas. Destaca-se, ainda, como um dos maiores produtores de banana do Estado, possuindo uma fábrica de doces, além de uma indústria de laticínios, de cerâmicas em barro (olaria), piscicultura, suinocultura, avicultura (esta com as instalações mais modernas do país), seguido da pecuária que contribui de maneira relevante para a economia do município. A feira-livre realizada quatro vezes por semana, sendo a de sábado a principal, merece destaque por empregar grande parte da população, além do comércio de confecções, calçados, móveis, etc.

## Eventos
Os principais eventos festivos são: a Procissão do Mastro (terceiro domingo do mês de janeiro), a festa da padroeira Santa Maria Madalena (23 de janeiro à 02 de fevereiro), a Festa do Millho - FEMIL coincidindo com as populares festas juninas (junho) e a festa da Consciência Negra (20 de novembro, dia da morte de Zumbi dos Palmares).

## Infraestrutura
O município conta atualmente com seis hotéis, nove restaurantes, cinco agências bancárias, dois hospitais, três postos de saúde urbanos, três escolas particulares, 65 escolas públicas municipais, cinco escolas públicas estaduais e ainda o campus da Universidade Estadual de Alagoas (UNEAL), que oferece os cursos de Geografia e Letras Inglês e Português. Na comunicação, o município conta com uma agência da Empresa Brasileira de Correios e Telégrafos e três emissoras de rádios (AG-FM, Quilombo FM e Zumbi FM). No transporte, o município é servido pela rodovia federal BR-104 e estadual AL-205.

## Turismo
A Serra da Barriga, tombada pelo Iphan e palco principal do famoso Quilombo dos Palmares, hoje declarada Patrimônio Cultural do Mercosul, está a cerca de 6 km da sede do atual município de União dos Palmares e conta o Parque Memorial Quilombo dos Palmares, implantado em 2007, que consegue em cada detalhe retratar o maior quilombo das Américas, permitindo aos seus visitantes conhecer de perto como foi a luta pela liberdade do povo negro.
Por ser a terra natal de Jorge de Lima, o príncipe dos poetas alagoanos, dedica um museu à sua memória, o Memorial Jorge de Lima, localizado na casa onde ele morou, nas imediações da Praça Basiliano Sarmento.
Outro museu a ser visitado é a Casa de Maria Mariá, instalado na antiga residência da historiadora Maria Mariá de Castro Sarmento, onde é possível encontrar variedades de objetos que refletem a vida na zona da mata alagoana.
Vale salientar, também, a presença da comunidades quilombola de remanescentes Muquém, a 5 km do centro da cidade, onde se pode encontrar artesanato variado produzido pela comunidade quilombola que ali vive até hoje.

## História
União dos Palmares é considerado um dos mais antigos municípios do estado de Alagoas. Os primeiros indícios de presença humana datam de finais do Século XVI, quando os negros fugitivos dos engenhos de açúcar dos atuais estados de Alagoas e Pernambuco chegaram à Serra da Barriga, onde instalaram a sede do Quilombo dos Palmares. O Quilombo dos Palmares foi a primeira tentativa de vida livre promovida pelos negros africanos nas Américas, surgindo por volta de 1597 e durando até 1695, ano em que foi morto Zumbi, seu principal líder. O Quilombo tinha uma extensão média de 200 km², englobando terras da zona da mata dos atuais estados de Pernambuco e Alagoas. Inicialmente, quando sede do Quilombo, a localidade chamava-se Macaco. Em meados dos século XVIII, como era comum na época, o português Domingos José de Pino chegou à região após ganhar uma sesmaria de terras, onde, como forma de introduzir a religião católica na localidade, construiu uma capela dedicada a Santa Maria Madalena, virando esta padroeira do pequeno povoado. Daí, o primeiro nome do lugar: Santa Maria Madalena. Já no Império, em 13 de outubro de 1831, em homenagem à Imperatriz Amélia, segunda esposa de Dom Pedro I, mudou-se o nome para Vila Nova da Imperatriz. Nesta mesma época, a vila, então, ganha autonomia administrativa, após desmembrar-se do município de Atalaia. Assim chamou-se até meados do Século XIX. Em 1889, recebe através de Decreto a condição de cidade e passa a chamar-se União. Essa mudança de nome possivelmente se deve à união na localidade das linhas férreas entre os estados de Alagoas e Pernambuco. Contudo, o nome definitivo da cidade só veio a ser dado em 1944, quando houve o acréscimo "dos Palmares" ao nome da cidade, em atenção as disposições do Decreto-Lei n.º 311/38 que tinha como objetivo eliminar a duplicidade de nomes em municípios pelo Brasil..

## Palmarinos notórios
- Personalidades nascidas em União dos Palmares